# Cuencas en islas entre canales Concepción, Sarmiento y estrecho de Magallanes
Las cuencas en islas entre canales Concepción, Sarmiento y estrecho de Magallanes son varias cuencas exorreicas costeras de régimen pluvial emplazadas en las islas entre el canal Concepción, el canal Sarmiento y el estrecho de Magallanes en la Región de Magallanes y la Antártica Chilena. La Dirección General de Aguas las reúne en el ítem 123 del inventario BNA de cuencas de Chile.

der

## Límites y relieve

Distribución de comunas o departamentos en y en torno al ítem 123.

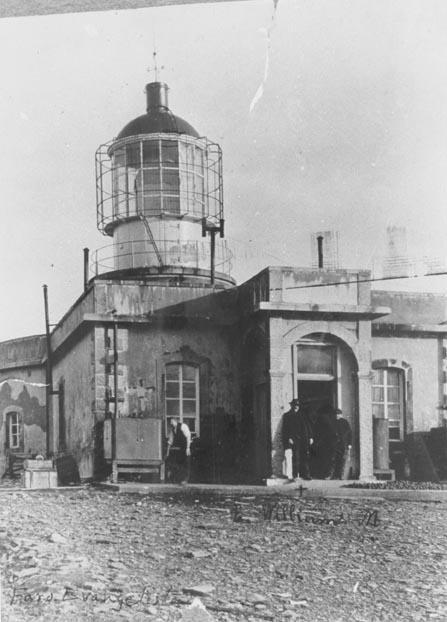
Faro Evangelistas, uno de los pocos lugares habitados en la zona de entrada al estrecho de Magallanes.

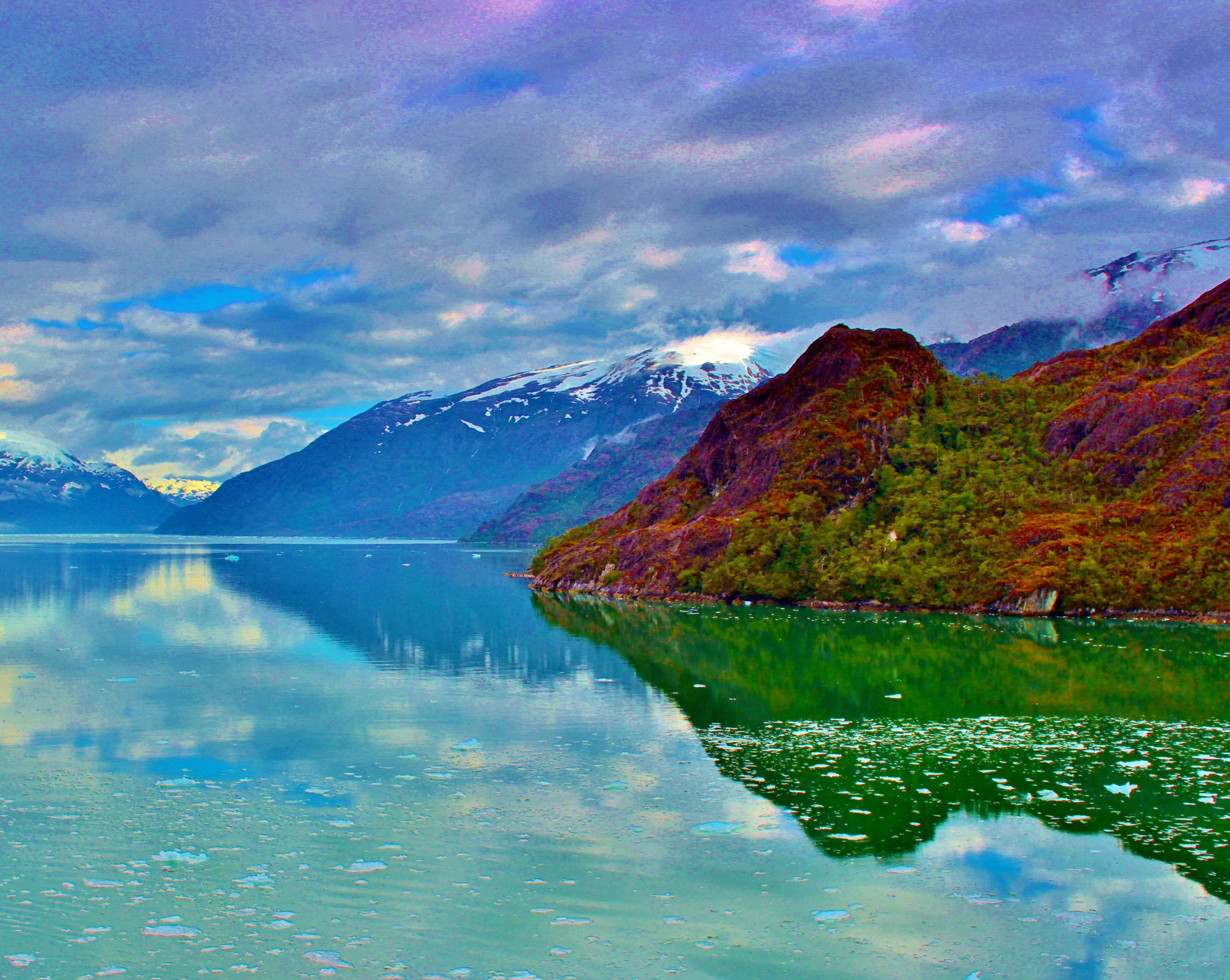
Glaciar Brujo en el canal Sarmiento.

Este grupo de islas o sus cuencas limitan al norte con las cuencas en islas entre límite regional, canal Ancho y estrecho de La Concepción (121) y con las cuencas costeras entre límite regional y seno Andrew (120), al este con las Cuencas costeras entre seno Andrew, río Hollemberg e islas al oriente (122) y con las cuencas costeras e islas entre río Hollemberg y laguna Blanca  (124). Finalmente limitan al sur con las Cuencas en islas al sur del estrecho de Magallanes (127). Al oeste tienen al océano Pacífico.

## Población
El sistema de información y monitoreo de biodiversidad del Ministerio del Medio Ambiente de Chile señala la siguiente distribución de la superficie de la cuenca entre las comunas (el porcentaje es de la cuenca):
| Región                               | Provincia        | Comuna  | Hectáreas   | Porcentaje |
| ------------------------------------ | ---------------- | ------- | ----------- | ---------- |
| Magallanes y de la Antártica Chilena |                  |         | 934.602,715 | 37,558%    |
|                                      | Última Esperanza |         | 934.602,715 | 37,558%    |
|                                      |                  | Natales | 934.602,715 | 37,558%    |

Cabe señalar que al parecer hay el área sumada de las comunas o provincias (934.603 ha) es diferente al área del ítem (2.488.418 ha) proporcionada por el Ministerio del Medio Ambiente. Esto puede deberse a que el área de las comunas o provincias no incluye el área cubierta por el mar (canales, fiordos, bahías, etc).

## Subdivisiones
La Dirección General de Aguas subdivide o reúne las cuencas de Chile acorde a las necesidades de estudio y gestión. Existen dos inventarios que han logrado ser aceptados como principales, el inventario de cuencas del Banco Nacional de Aguas (BNA) de 1978, de mayor uso, y el inventario de cuencas del Departamento de Administración de Recursos Hídricos (DARH) de 2014 de mejor cartografía que ha obligado a redefinir algunos límites, a veces con cambios mayores, pero también por algunas redefiniciones del concepto de subcuenca.
Bajo el BNA el código del ítem es 123 y con el DARH es 1203.
La subdivisión del BNA es como sigue:
| Cuenca                                                                                         | Subcuenca | Subsubcuenca | Aguas                                                       | Área drenaje km² | Observaciones |
| ---------------------------------------------------------------------------------------------- | --------- | ------------ | ----------------------------------------------------------- | ---------------- | ------------- |
| 123 Cuencas en islas entre canales Concepción, Sarmiento y Estrecho de Magallanes (123) (mapa) |           |              |                                                             |                  |               |
| 123                                                                                            | 1230      | 12300        | Isla Chatam y adyacentes                                    | 1146             |               |
| 123                                                                                            | 1230      | 12301        | Islas Figueroa y Kentish                                    | 447              |               |
| 123                                                                                            | 1230      | 12302        | Islas Robert y Beltran                                      | 234              |               |
| 123                                                                                            | 1231      | 12310        | Isla Doñas                                                  | 352              |               |
| 123                                                                                            | 1231      | 12311        | Isla Farrel                                                 | 790              |               |
| 123                                                                                            | 1231      | 12312        | Isla Hanover y adyacentes                                   | 2355             |               |
| 123                                                                                            | 1231      | 12313        | Isla Esperanza                                              | 329              |               |
| 123                                                                                            | 1231      | 12314        | Islas Presidente Gabriel González Videla                    | 589              |               |
| 123                                                                                            | 1231      | 12315        | Islas Valenzuela y Armonía                                  | 732              |               |
| 123                                                                                            | 1232      | 12320        | Isla Jorge Montt                                            | 853              |               |
| 123                                                                                            | 1232      | 12321        | Isla Diego de Almagro                                       | 1929             |               |
| 123                                                                                            | 1232      | 12322        | Islas Dagnino y Agustín                                     | 266              |               |
| 123                                                                                            | 1232      | 12323        | Islas Daroch y Virtudes                                     | 314              |               |
| 123                                                                                            | 1233      | 12330        | Islas Vancouver y Coronel Madrid                            | 729              |               |
| 123                                                                                            | 1233      | 12331        | Islas Piazzi y Palermo                                      | 1131             |               |
| 123                                                                                            | 1233      | 12332        | Islas Taraba y Hunter                                       | 308              |               |
| 123                                                                                            | 1234      | 12340        | Islas Renell                                                | 1601             |               |
| 123                                                                                            | 1234      | 12341        | Islas Silva Renard, Mugnoz y Baverstock                     | 328              |               |
| 123                                                                                            | 1234      | 12342        | Islas Barros Arana y Pedro Montt                            | 580              |               |
| 123                                                                                            | 1235      | 12350        | Islas Vidal Gormaz, Verr, Torres y Nantuel                  | 831              |               |
| 123                                                                                            | 1235      | 12351        | Islas Maldonado y Chaigneau                                 | 588              |               |
| 123                                                                                            | 1235      | 12352        | Islas Pacheco, Cornejo, Caiquene y King                     | 1923             |               |
| 123                                                                                            | 1236      | 12360        | Isla Olga                                                   | 413              |               |
| 123                                                                                            | 1236      | 12361        | Isla Ramírez                                                | 1009             |               |
| 123                                                                                            | 1236      | 12362        | Isla Contreras                                              | 1205             |               |
| 123                                                                                            | 1237      | 12370        | Islas Juan Guillermo y adyacentes                           | 941              |               |
| 123                                                                                            | 1237      | 12371        | Archipiélago Reina Adelaida                                 | 721              |               |
| 123                                                                                            | 1238      | 12380        | Isla Manuel Rodríguez y adyacentes                          | 1118             |               |
| 123                                                                                            | 1238      | 12381        | Islas Escobar, Cóndor y Parker                              | 1126             |               |
| total:                                                                                         | 9         | 29           | Región: XII (100%) / Tipo: Exorreica / Desemb.: O. Pacífico | 24560            |               |

La disposición de cuencas en el inventario DARH es la siguiente:
| Código   | Nombre                                                    | Código en mapa                                            | Tipología de cuenca                                       | Vertiente de cuenca                                       | Origen de cuenca                                          | Temperatura media anual (C°)                              | Temperatura máxima (C°)                                   | Temperatura mínima (C°)                                   | Precipitación anual (mm)                                  | Número de estaciones fluviométricas                       | Número de estaciones pluviométricas                       | Área (km²)                                                |
| -------- | --------------------------------------------------------- | --------------------------------------------------------- | --------------------------------------------------------- | --------------------------------------------------------- | --------------------------------------------------------- | --------------------------------------------------------- | --------------------------------------------------------- | --------------------------------------------------------- | --------------------------------------------------------- | --------------------------------------------------------- | --------------------------------------------------------- | --------------------------------------------------------- |
| 1203     | Cuencas Islas entre Canal Andrés y Estrecho de Magallanes | Cuencas Islas entre Canal Andrés y Estrecho de Magallanes | Cuencas Islas entre Canal Andrés y Estrecho de Magallanes | Cuencas Islas entre Canal Andrés y Estrecho de Magallanes | Cuencas Islas entre Canal Andrés y Estrecho de Magallanes | Cuencas Islas entre Canal Andrés y Estrecho de Magallanes | Cuencas Islas entre Canal Andrés y Estrecho de Magallanes | Cuencas Islas entre Canal Andrés y Estrecho de Magallanes | Cuencas Islas entre Canal Andrés y Estrecho de Magallanes | Cuencas Islas entre Canal Andrés y Estrecho de Magallanes | Cuencas Islas entre Canal Andrés y Estrecho de Magallanes | Cuencas Islas entre Canal Andrés y Estrecho de Magallanes |
| 12030000 | Isla Figueroa                                             | 62                                                        | Exorreica                                                 | Pacífico                                                  | Pluvial                                                   | 6.7                                                       | 13.3                                                      | 0.8                                                       | 4334.3                                                    | 0                                                         | 0                                                         | 186.9                                                     |
| 12030001 | Isla Chatham                                              | 63                                                        | Exorreica                                                 | Pacífico                                                  | Pluvial                                                   | 6.3                                                       | 13.3                                                      | 0.1                                                       | 3449.3                                                    | 0                                                         | 0                                                         | 766.3                                                     |
| 12030002 | Islas Robert y Beltrán                                    | 64                                                        | Exorreica                                                 | Pacífico                                                  | Pluvial                                                   | 7.0                                                       | 13.7                                                      | 1.1                                                       | 4075.9                                                    | 0                                                         | 0                                                         | 82.2                                                      |
| 12030100 | Isla Hanover                                              | 65                                                        | Exorreica                                                 | Pacífico                                                  | Pluvial                                                   | 6.3                                                       | 12.7                                                      | 0.5                                                       | 3822.6                                                    | 0                                                         | 0                                                         | 925.7                                                     |
| 12030101 | Isla Farrel                                               | 66                                                        | Exorreica                                                 | Pacífico                                                  | Pluvial                                                   | 6.5                                                       | 12.6                                                      | 0.9                                                       | 4401.8                                                    | 0                                                         | 0                                                         | 358.3                                                     |
| 12030102 | Isla Danos                                                | 67                                                        | Exorreica                                                 | Pacífico                                                  | Pluvial                                                   | 7.0                                                       | 12.8                                                      | 1.7                                                       | 5054.0                                                    | 0                                                         | 0                                                         | 108.8                                                     |
| 12030103 | Isla Esperanza                                            | 68                                                        | Exorreica                                                 | Pacífico                                                  | Pluvial                                                   | 5.9                                                       | 12.9                                                      | -0.3                                                      | 2937.2                                                    | 0                                                         | 0                                                         | 188.0                                                     |
| 12030104 | Islas Presidente Gabriel González Videla y Armonía        | 69                                                        | Exorreica                                                 | Pacífico                                                  | Pluvial                                                   | 6.5                                                       | 12.9                                                      | 0.7                                                       | 3448.7                                                    | 0                                                         | 0                                                         | 323.5                                                     |
| 12030105 | Islas Valenzuela y Caballo Blanco                         | 70                                                        | Exorreica                                                 | Pacífico                                                  | Pluvial                                                   | 6.1                                                       | 11.8                                                      | 0.8                                                       | 4173.2                                                    | 0                                                         | 0                                                         | 93.6                                                      |
| 12030200 | Isla Jorge Montt                                          | 71                                                        | Exorreica                                                 | Pacífico                                                  | Pluvial                                                   | 6.2                                                       | 12.0                                                      | 0.8                                                       | 3662.0                                                    | 0                                                         | 0                                                         | 629.0                                                     |
| 12030201 | Islas Dagnino y Agustín                                   | 72                                                        | Exorreica                                                 | Pacífico                                                  | Pluvial                                                   | 6.3                                                       | 11.9                                                      | 1.1                                                       | 4055.5                                                    | 0                                                         | 0                                                         | 134.4                                                     |
| 12030202 | Islas Daroch y Virtudes                                   | 73                                                        | Exorreica                                                 | Pacífico                                                  | Pluvial                                                   | 6.3                                                       | 12.0                                                      | 1.1                                                       | 3623.9                                                    | 0                                                         | 0                                                         | 117.0                                                     |
| 12030203 | Isla Diego de Almagro                                     | 74                                                        | Exorreica                                                 | Pacífico                                                  | Pluvial                                                   | 6.1                                                       | 11.3                                                      | 1.2                                                       | 4036.1                                                    | 0                                                         | 0                                                         | 387.2                                                     |
| 12030300 | Islas Vancouver y Coronel Madrid                          | 75                                                        | Exorreica                                                 | Pacífico                                                  | Pluvial                                                   | 6.9                                                       | 13.8                                                      | 0.6                                                       | 2779.2                                                    | 0                                                         | 0                                                         | 205.3                                                     |
| 12030301 | Islas Piazzi y Palermo                                    | 76                                                        | Exorreica                                                 | Pacífico                                                  | Pluvial                                                   | 6.3                                                       | 13.3                                                      | 0.0                                                       | 2597.7                                                    | 0                                                         | 0                                                         | 380.7                                                     |
| 12030302 | Islas Taraba y Hunter                                     | 77                                                        | Exorreica                                                 | Pacífico                                                  | Pluvial                                                   | 5.9                                                       | 13.3                                                      | -0.6                                                      | 2357.2                                                    | 0                                                         | 0                                                         | 182.2                                                     |
| 12030400 | Islas Renell                                              | 78                                                        | Exorreica                                                 | Pacífico                                                  | Pluvial                                                   | 5.7                                                       | 12.6                                                      | -0.5                                                      | 2705.3                                                    | 0                                                         | 0                                                         | 746.5                                                     |
| 12030401 | Islas Silva Renard, Muñoz y Baverstock                    | 79                                                        | Exorreica                                                 | Pacífico                                                  | Pluvial                                                   | 6.1                                                       | 13.1                                                      | -0.1                                                      | 2661.7                                                    | 0                                                         | 0                                                         | 88.9                                                      |
| 12030402 | Islas Barros Arana y Pedro Montt                          | 80                                                        | Exorreica                                                 | Pacífico                                                  | Pluvial                                                   | 5.8                                                       | 12.8                                                      | -0.3                                                      | 2765.6                                                    | 0                                                         | 0                                                         | 372.4                                                     |
| 12030500 | Islas Vidal Gormaz, Verr, Torres y Nantuel                | 81                                                        | Exorreica                                                 | Pacífico                                                  | Pluvial                                                   | 5.8                                                       | 11.1                                                      | 0.8                                                       | 3134.2                                                    | 0                                                         | 0                                                         | 445.9                                                     |
| 12030501 | Islas Maldonado y Chaigneau                               | 82                                                        | Exorreica                                                 | Pacífico                                                  | Pluvial                                                   | 5.7                                                       | 11.2                                                      | 0.6                                                       | 3060.9                                                    | 0                                                         | 0                                                         | 320.6                                                     |
| 12030502 | Islas Pacheco, Cornejo, Caiquene y King                   | 83                                                        | Exorreica                                                 | Pacífico                                                  | Pluvial                                                   | 6.1                                                       | 11.2                                                      | 1.3                                                       | 3040.7                                                    | 0                                                         | 0                                                         | 278.2                                                     |
| 12030600 | Isla Olga                                                 | 84                                                        | Exorreica                                                 | Pacífico                                                  | Pluvial                                                   | 6.1                                                       | 11.5                                                      | 1.1                                                       | 3352.6                                                    | 0                                                         | 0                                                         | 192.4                                                     |
| 12030601 | Isla Ramírez                                              | 85                                                        | Exorreica                                                 | Pacífico                                                  | Pluvial                                                   | 5.9                                                       | 10.9                                                      | 1.1                                                       | 3416.1                                                    | 0                                                         | 0                                                         | 156.5                                                     |
| 12030602 | Isla Contreras                                            | 86                                                        | Exorreica                                                 | Pacífico                                                  | Pluvial                                                   | 5.4                                                       | 10.5                                                      | 0.7                                                       | 3201.0                                                    | 0                                                         | 0                                                         | 340.7                                                     |
| 12030700 | Islas Juan Guillermo y adyacentes                         | 87                                                        | Exorreica                                                 | Pacífico                                                  | Pluvial                                                   | 6.1                                                       | 12.5                                                      | 0.3                                                       | 3014.9                                                    | 0                                                         | 0                                                         | 567.1                                                     |
| 12030701 | Archipiélago Reina Adelaida                               | 88                                                        | Exorreica                                                 | Pacífico                                                  | Pluvial                                                   | 6.4                                                       | 11.8                                                      | 1.3                                                       | 3209.4                                                    | 0                                                         | 0                                                         | 75.3                                                      |
| 12030800 | Isla Manuel Rodríguez y adyacentes                        | 89                                                        | Exorreica                                                 | Pacífico                                                  | Pluvial                                                   | 6.1                                                       | 13.1                                                      | 0.0                                                       | 3154.8                                                    | 0                                                         | 0                                                         | 574.8                                                     |
| 12030801 | Islas Escobar, Cóndor y Parker                            | 90                                                        | Exorreica                                                 | Pacífico                                                  | Pluvial                                                   | 6.5                                                       | 12.9                                                      | 0.8                                                       | 3385.0                                                    | 0                                                         | 0                                                         | 82.0                                                      |

## Hidrología

### Red hidrográfica
Los cuerpos de agua considerados en esta categoría son:

### Humedales
No hay humedales reconocidos en esta área.<reg name="MMA"/>

### Glaciares
El inventario público de glaciares de Chile 2022 consigna en estas cuencas 35 glaciares cubriendo un área de 1,17 km² y se estima que almacenan un volumen de 0,01 km³ de agua.

## Clima

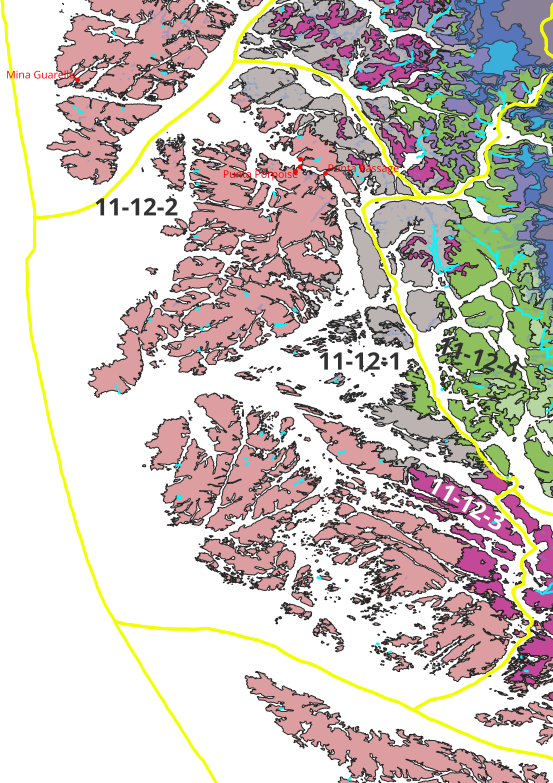
Distritos agroclimáticos en el ítem 123 del inventario BNA de cuencas de Chile. Las líneas amarillas son los límites de las cuencas o ítems.

El Atlas agroclimático de Chile distingue cuatro distritos climáticos en la cuenca:
- 11-12-1 Templado frío con régimen de humedad hídrico (CfcHi). La temperatura oscila entre un máximo de enero de 16 °C y un mínimo de julio de 1,2 °C. Tiene un promedio de 110 días consecutivos libres de heladas. En el año se registra un promedio de 72 heladas. El periodo de temperaturas favorables a la actividad vegetativa dura 3 meses. Registra anualmente 251 días grado y 1.804 horas de frío acumuladas hasta el 31 de Julio. La precipitación media anual es de 2.981 mm y un periodo seco de 0 meses, con un déficit hídrico de 0 mm/año. El período húmedo dura 12 meses durante los cuales se produce un excedente hídrico de 2.266 mm.
- 11-12-2 Tundra (ET). La temperatura oscila entre un máximo de enero de 13,2 °C y un mínimo de julio de 1.8 °C. Tiene un promedio de 50 días consecutivos libres de heladas. En el año se registra un promedio de 71 heladas. El periodo de temperaturas favorables a la actividad vegetativa dura 0 meses. Registra anualmente 117 días grado y 1.800 horas de frío acumuladas hasta el 31 de Julio. La precipitación media anual es de 3.849 mm y un periodo seco de 0 meses, con un déficit hídrico de 0 mm/año. El período húmedo dura 12 meses durante los cuales se produce un excedente hídrico de 3.297 mm.
- 11-12-3 Tundra (ET). La temperatura oscila entre un máximo de enero de 13,5 °C y un mínimo de julio de 0,2 °C. Tiene un promedio de 0 días consecutivos libres de heladas. En el año se registra un promedio de 123 heladas. El periodo de temperaturas favorables a la actividad vegetativa dura 0 meses. Registra anualmente 112 días grado y 1.800 horas de frío acumuladas hasta el 31 de Julio. La precipitación media anual es de 3.072 mm y un periodo seco de 0 meses, con un déficit hídrico de 0 mm/año. El período húmedo dura 12 meses durante los cuales se produce un excedente hídrico de 2.418 mm.
- 11-12-4 Templado frío con régimen de humedad hiper húmedo (CfcpH). La temperatura oscila entre un máximo de enero de 16,9 °C y un mínimo de julio de -0,5 °C. Tiene un promedio de 98 días consecutivos libres de heladas. En el año se registra un promedio de 108 heladas. El periodo de temperaturas favorables a la actividad vegetativa dura 3 meses. Registra anualmente 293 días grado y 1.822 horas de frío acumuladas hasta el 31 de Julio. La precipitación media anual es de 2.341 mm y un periodo seco de 0 meses, con un déficit hídrico de 10 mm/año. El período húmedo dura 11 meses durante los cuales se produce un excedente hídrico de 1.516 mm.

Diagrama Walter Lieth para las islas Evangelistas.

Los diagramas Walter Lieth muestran con un área azul los periodos en que las precipitaciones sobrepasan la cantidad de agua que el calor del sol evapora en el mismo lapso de tiempo, (un promedio de 10 °C mensuales evaporan 20 mm de agua caída) dejando un clima húmedo. Por el contrario, las zonas amarillas indican que durante ese tiempo el agua caída puede ser evaporada por el calor del sol. El área gris señala meses muy húmedos.

## Actividades económicas
En la isla Guarello, fuera del ítem, se encuentra la mina Isla Guarello.

## Enaces externos
- Germán Bravo Valdivieso, La isla Guarello, Revista de Marina, 6 de agosto de 2019.

- Datos: Q127506424
- Multimedia: Basins on Islands Between Concepción and Sarmiento Channels and Strait of Magellan / Q127506424